# شعير منتصب الأوراق
شعير منتصب الأوراق (الاسم العلمي:Hordeum erectifolium) هي نوع نباتي يتبع جنس الشعير من الفصيلة النجيلية.  